# Ларморовская прецессия

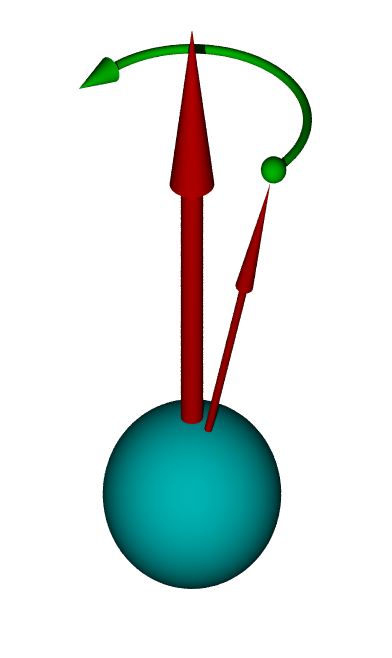

Ла́рморовская преце́ссия — прецессия (вращение как целого) магнитного момента электронов, атомного ядра и атомов вокруг вектора внешнего магнитного поля.
Данный эффект позволяет объяснить ряд физических явлений, таких как диамагнетизм, магнитное вращение плоскости поляризации, нормальный эффект Зеемана.

## Определение
Магнитное поле {\displaystyle {\vec {B}},} приложенное к магнитному диполю с магнитным дипольным моментом {\displaystyle {\vec {\mu }},} создаёт момент силы, равный
{\displaystyle {\vec {\Gamma }}={\vec {\mu }}\times {\vec {B}}=\gamma {\vec {J}}\times {\vec {B}},}
где × обозначает векторное произведение, {\displaystyle {\vec {J}}} — момент импульса и γ — гиромагнитное отношение, являющееся коэффициентом пропорциональности между магнитным моментом и моментом импульса.
В случае статического магнитного поля {\displaystyle {\vec {B}}=B_{0}{\hat {z}},} направленного вдоль оси z, вектор момента импульса {\displaystyle {\vec {J}}} прецессирует вокруг оси z с угловой частотой, которая называется ларморовской частотой:
{\displaystyle \ \omega _{0}=\gamma B_{0}.}
Прецессия является движением вектора момента импульса вокруг выделенной оси, похожим на вращение волчка.
Всё сказанное справедливо не только для общего вектора момента импульса {\displaystyle {\vec {J}},} но также и для спинового момента импульса электрона {\displaystyle {\vec {S}},} орбитального момента импульса электрона {\displaystyle {\vec {L}},} спинового момента импульса ядра {\displaystyle {\vec {I}}} и общего момента импульса атома {\displaystyle {\vec {F}}.}
Гиромагнитное отношение — это главное различие между всеми типами моментов импульсов, которые были рассмотрены выше, но следующая формула позволяет объединить все типы,
{\displaystyle \gamma ={\frac {g\mu _{B}}{\hbar }},}
где g — g-фактор, {\displaystyle \mu _{B}} — магнетон Бора, {\displaystyle \hbar } — постоянная Планка. Для электрона гиромагнитное отношение равно 2,8 МГц/гаусс.
В 1935 году в своих трудах Л. Д. Ландау и Е. М. Лифшиц предсказали существование ферромагнитного резонанса ларморовской прецессии, которая была экспериментально обнаружена Гриффитсом в 1946 году.

## Ларморовская частота
Ларморовская частота — угловая частота прецессии магнитного момента, помещённого в магнитное поле. Названа в честь ирландского физика Джозефа Лармора (Joseph Larmor). Ларморовская частота зависит от индукции магнитного поля B и гиромагнитного соотношения γ:
{\displaystyle f={\frac {\gamma }{2\pi }}\cdot \left|B\right|} или {\displaystyle \omega =\gamma \cdot \left|B\right|.}
При этом в формуле учитывается магнитное поле в той точке, где находится частица. Это магнитное поле состоит из внешнего магнитного поля Bext и других магнитных полей, которые возникают из-за электронной оболочки или химического окружения.
Ларморовская частота протона водорода в магнитном поле индукцией в 1 Тесла составляет 42 МГц, то есть находится в радиочастотном диапазоне.

## Химический сдвиг
Если ядро, обладающее спином, находится в молекуле, то электроны, движущиеся вокруг него или других соседних ядер, создают вблизи него дополнительное магнитное поле, которое смещает ларморовскую частоту, поскольку эффективное магнитное поле (называемое локальным), в котором находится ядро из-за присутствия рядом электронов, отличается от приложенного внешнего магнитного поля. Это смещение получило название химического сдвига.
Для анализа многих органических и элементоорганических веществ используется метод ядерного магнитного резонанса, который основан на измерении химических смещений ядер с полуцелым спином. При помощи метода ядерного магнитного резонанса можно получить данные о химическом строении молекул, их пространственной структуре и молекулярной динамике.